# Dance Central (2019)
Dance Central é um jogo desenvolvido pela Harmonix e publicado pela Oculus Studios. Ele foi anunciado na PAX East 2019 para o Oculus Rift e foi um título de lançamento do Oculus Quest e Oculus Rift S. Diferentemente dos jogos anteriores, ele é um jogo de Realidade Virtual, utilizando o headset e seus 2 controles para rastrear os seus movimentos. O jogo tem 32 musicas e conta com novidades como a possibilidade de criar seu próprio personagem e multiplayer online.

## Jogabilidade
Dance Central emula a mesma jogabilidade dos títulos anteriores.  Os jogadores seguem os personagens na tela para ganhar pontos, que por sua vez também preenchem medidores de estrelas usados para mostrar o desempenho deles. Em Dance Central, o jogo é em realidade virtual: os jogadores podem olhar ao redor dentro do jogo e dançar um a um com os personagens como se estivessem bem na frente deles.
O jogo usa um telefone para navegação, mas também é usado para jogabilidade aprofundada. À medida que os jogadores dançam, eles podem entrar em contato com os personagens e conversar com eles por meio de textos para ganhar amizade.
- Perform It: O modo principal onde os jogadores dançam as músicas. Isso não é especificado como um modo separado; em vez disso, é exibido abaixo dos três locais onde os jogadores podem dançar

- Crew Up: Um modo online onde os jogadores podem enfrentar batalhas.  Os jogadores escolhem um lado, Vermelho ou Azul, e competem pela vitória final nas danças e em um jogo semelhante ao minijogo Strike A Pose no Dance Central 3, onde os jogadores seguem várias posições para ganhar pontos.  Eles também podem interagir com jogadores fora da arena de competição.

- Break It Down: Um modo de prática onde os jogadores podem aprender novos movimentos ou trabalhar nos antigos.

Além disso, existem dois outros locais no jogo.
- Balcony: Aproveite a vista!

- Wardrobe: Um lugar onde os jogadores podem experimentar roupas e customizar seu avatar, uma novidade da série. Os jogadores também podem desbloquear novos tipos de roupas, bem como novas capas de telefone, conforme ganham amizade com ch..

## Personagens
Existem cinco personagens no jogo. Emilia, Miss Aubrey, Mo e Oblio retornam das parcelas anteriores, enquanto Hart é novo neste título. Os quatro personagens que retornam usam suas roupas padrão DC.
| Nome        | Tag                                   |
| ----------- | ------------------------------------- |
| Emilia      | Esportivo, divertido, nunca desiste   |
| Hart        | Um amigo leal e frio até os ossos     |
| Miss Aubrey | Observador e devastadoramente honesto |
| Mo          | Genuíno e amante da diversão          |
| Oblio       | Misterioso e Fervente                 |

## Trilha Sonora
A trilha sonora é composta de 32 músicas, sendo elas:
| Música                          | Artista                                     |
| ------------------------------- | ------------------------------------------- |
| Attention                       | Charlie Puth & Kyle                         |
| Sorry                           | Justin Bieber                               |
| New Rules                       | Dua Lipa                                    |
| Me Too                          | Meghan Trainor                              |
| Humble                          | Kendrick Lamar                              |
| Bad Romance                     | Lady Gaga                                   |
| Don't Let Me Down               | The Chainsmokers ft. Daya                   |
| Cake By The Ocean               | DNCE                                        |
| Finesse                         | Bruno Mars Feat. Cardi B                    |
| What Is Love                    | Haddaway                                    |
| Pump Up The Jam                 | Technotronic                                |
| Mi Gente                        | J. Balvin Ft. Willy William And Beyoncé     |
| Make me Feel                    | Janelle Monáe                               |
| It Takes Two                    | Rob Base & DJ Ez Rock                       |
| 1, 2, 3                         | Sofia Reyes Ft. Jason Derulo & De La Ghetto |
| Turn Down For What              | DJ Snake & Lil Jon                          |
| September                       | Earth, Wind & Fire                          |
| Push It                         | Salt-N-Pepa                                 |
| Temperature                     | Sean Paul                                   |
| All My Life                     | Dallask                                     |
| Low                             | Flo Rida ft. T-Pain                         |
| Be My Lover                     | La Bouche                                   |
| Yes                             | Louisa ft. 2 Chainz                         |
| Sanctify                        | Years & Years                               |
| Bust A Move                     | Young MC                                    |
| Dinero                          | Trinidad Cardona                            |
| Now That We Found Love          | Heavy D & The Boyz                          |
| Like A G6                       | Far East Movement ft. The Cataracs & Dev    |
| The Choice Is Yours (Revisited) | Black Sheep                                 |
| Crew                            | Goldlink ft. Brent Faiyaz & Shy Glizzy      |
| Heaven / Hell                   | Chvrches                                    |
| Give Me Everything              | Pitbull ft. Ne-Yo, Afrojack & Nayer         |

## Ligações Externas
«Página oficial»